# Distròfia muscular de cintures
La distròfia muscular de cintures (o LGMD per Limb-girdle muscular dystrophy) és un grup genèticament i clínicament heterogeni de distròfies musculars rares. Es caracteritza per un debilitat muscular progressiu que afecta predominantment els músculs dels malucs i espatlles. La LGMD té un patró autosòmic d'herència i actualment no té cura ni tractament conegut.